# Mikroraster
Mikroraster, raster mikropryzmatyczny – element lustrzanek jednoobiektywowych ułatwiający nastawienie ostrości. Składa się z pryzm o wielkości mniejszej niż milimetr, z których każda funkcjonuje jak lupa. Przy nieostrości obiektu w polu, w którym znajdują się pryzmy (w matówce), obraz jest zrastrowany.